# لودفيك محمد زاهيد
لودفيك محمد زاهيد (بالفرنسية: Ludovic-Mohamed Zahed) هو ناشط لحقوق المثليين وكاتب فرنسي من أصول جزائرية. أسس معبداً للمثليين في فرنسا عام 2012، ويدعو إلى تغيير المنظور الإسلامي للمثليين. كما ألف كتاب «القرآن والجنس».

## حياته
ولد لودفيك في الجزائر سنة 1977 في أسرة ميسورة الحال. وكان الطفل الثاني في الأسرة. انتقلت عائلته إلى باريس وهو بعمر 3 سنوات، وكانت العائلة تعود للجزائر خلال عطل قصيرة. شعر لودفيك بأنه طفل مختلف وتأكد بأنه مثليي وهو بعمر 8 سنوات. اهتم مُنذ صِغره بالإسلام وحضر مدارس قرآن تابعة للسلفيين.
بعد تفجير سيارة في الجزائر سنة 1995 خلال الحرب الأهلية في الجزائر وقتل خلالها 42 شخصاً، خرج لودفيك من الإسلام وسافر إلى باريس مجدداً.  وهو بعمر 21 سنة أعلن عن مثليته الجنسية لعائلته واستقبل والده الخبر بشكل عادي. بعد فترة زمنية طويلة من البحث عن التربية الروحية ودخوله للبوذية، زعم العودة للإسلام بعد اكتشافه أنه غير محرم باعتقاده. وهو حاصل على شهادة الدكتوراه في علم النفس والاجتماع.
ارتبط بشخص من جنوب أفريقيا بمباركة أهله.

## وصلات خارجية
- مقابلة للودفيك محمد زاهيد على برنامج شباب توك من تقديم محمد عبدالكريم
- ريبورتاج عن لودفيك محمد زاهيد